# Zespół Kearnsa-Sayre’a
Zespół Kearnsa-Sayre’a (ang. Kearns-Sayre syndrome, KSS) – choroba mitochondrialna spowodowana delecjami w mitochondrialnym DNA. Zespół opisali wspólnie Thomas P. Kearns i George Pomeroy Sayre w 1958 roku.

## Objawy i przebieg
Zespół charakteryzuje triada objawów:
- postępująca oftalmoplegia zewnętrzna (niedowład mięśni gałkoruchowych)
- zwyrodnienie barwnikowe siatkówki
- początek objawów przed 20. rokiem życia.

Innymi objawami i nieprawidłowościami stwierdzanymi u pacjentów z KSS są:
- ataksja móżdżkowa
- podwyższony poziom białka w płynie mózgowo-rdzeniowym
- zaburzenia przewodzenia w mięśniu sercowym (blok pęczka Hisa, blok AV II°, blok całkowity)
- mioklonie
- napady drgawek
- otępienie
- zmiany w istocie białej[2]

Nie stwierdza się osłabienia kończyn. KSS nie jest dziedziczny.

## Leczenie
Leczenie jest objawowe. Ptozę powieki koryguje się chirurgicznie; zaburzenia przewodnictwa mogą wymagać wszczepienia rozrusznika. Mimo braku jednoznacznych wyników badań co do skuteczności suplementacji witamin i koenzymów, zaleca się podawanie koenzymu Q10, witaminy C, witaminy K, ryboflawiny i tiaminy.